# Gino Santercole - Il meglio
Gino Santercole - Il meglio è una raccolta del cantante Gino Santercole pubblicata nel 1998 dalla D.V. More Record.

## Tracce
1. Stella d'argento (Devilli, J. Kennedy, M. Carr)
2. L'autostop (G. Santercole, L. Beretta)
3. Questo vecchio pazzo mondo (Mogol, L. Beretta, M. Del Prete, P. F. Sloan, S. Barry)
4. Such a cold night tonight (G. Santercole)
5. Straordinariamente (G. Santercole, L. Beretta)
6. La camera 21 (G. Santercole, L. Beretta)
7. Un bimbo sul leone (G. Santercole, L. Beretta, M. Del Prete)
8. Sono un fallito (Don Backy, M. Del Prete, Howard)
9. Madonna mia (G. Santercole, Pipolo)
10. Una carezza in un pugno (G. Santercole, L. Beretta)
11. È inutile davvero (G. Santercole, Mogol)
12. Il grande jazz (G. Santercole)
13. Adriano ti incendierò (G. Santercole, Don Backy)
14. Storia d'amore e di coltello (G. Santercole, S. Corbucci)